# Botafogo Futebol Clube (Ribeirão Preto)
Il Botafogo Futebol Clube, noto anche semplicemente come Botafogo, è una società calcistica brasiliana con sede nella città di Ribeirão Preto, nello stato di San Paolo.

## Storia
Il Botafogo Futebol Clube è stato fondato il 12 ottobre 1918, ispirando il proprio nome dal Botafogo di Rio de Janeiro. Nel 1976, il Botafogo ha partecipato al Campeonato Brasileiro Série A per la prima volta. Il club ha terminato al 13º posto. Nel 1999, il Botafogo ha partecipato per l'ultima volta al Campeonato Brasileiro Série A. Il club ha terminato al 20º posto. Nel 2015, il club ha vinto il Campeonato Brasileiro Série D, dopo aver sconfitto il River in finale.

## Palmarès

### Competizioni nazionali
- Campeonato Brasileiro Série D: 1

2015

### Competizioni statali
- Campeonato Paulista Série A2: 2

1927, 1956
- Campeonato Paulista Série A3: 1

2006

### Altri piazzamenti
- Campeonato Brasileiro Série B:

Secondo posto: 1998
- Campeonato Brasileiro Série C:

Secondo posto: 1996
Terzo posto: 2018
- Campionato paulista:

Finalista: 2001, 2010
Semifinalista: 1980